# Porta-Nigra-Platz

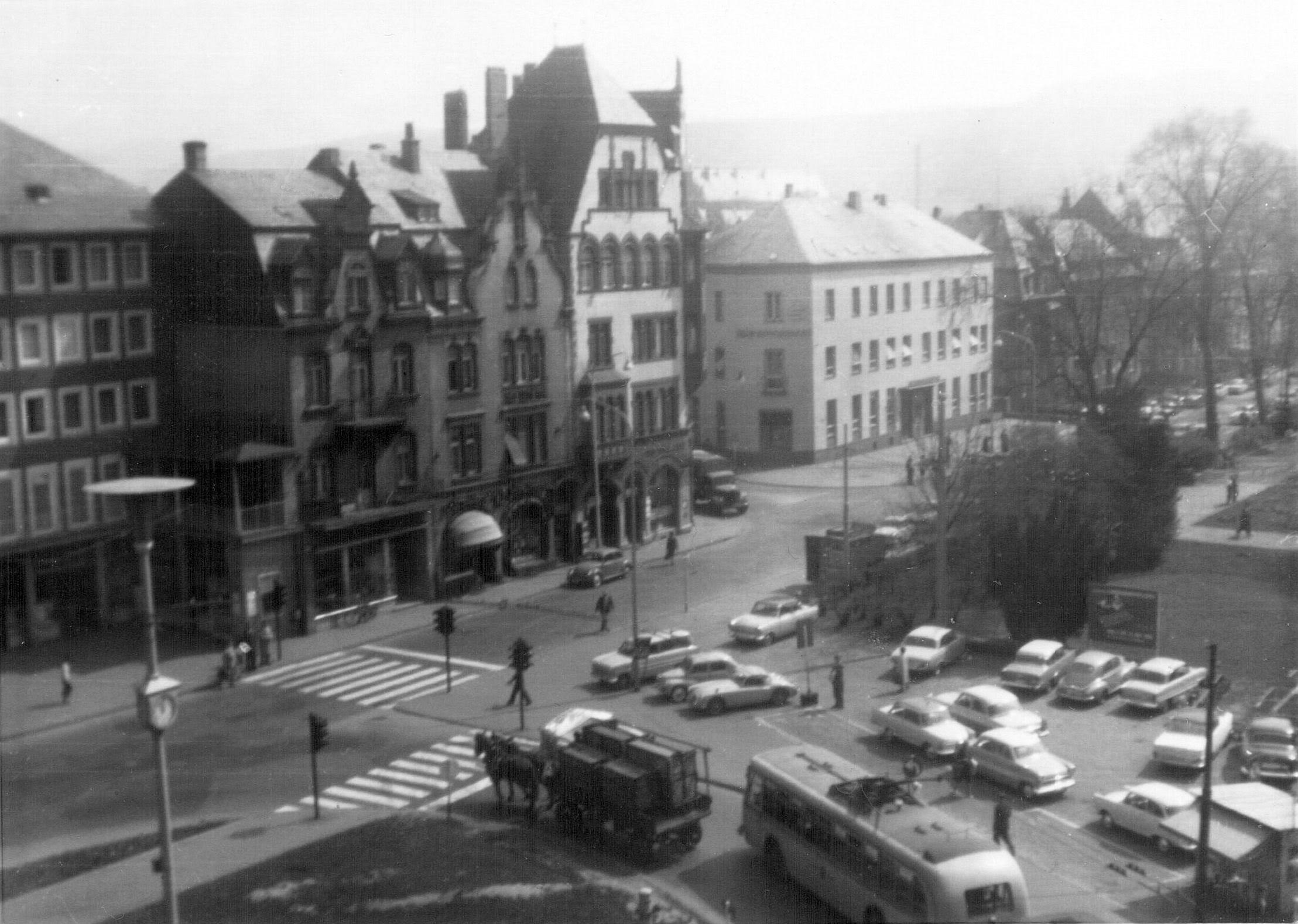
Porta-Nigra-Platz (1962)

Der Porta-Nigra-Platz ist eine Fläche und der Name verschiedener Straßenabschnitte an der Landseite der Porta Nigra  in Trier. Der Platz ist ein wichtiger Verkehrsknoten und verbindet die Nordallee, die Theodor-Heuss-Allee, die Christophstraße, die Simeonstraße und die Paulinstraße. Nicht zum Porta-Nigra-Platz gehören die Bereiche unmittelbar vor und hinter der Porta Nigra. Sie sind als Fußgängerzone ausgestaltet, gehören zur Simeonstraße bzw. zur Nordallee und werden Porta-Nigra-Vorplatz genannt. Schon in der Römerzeit wurde das Umfeld der Porta Nigra, insbesondere auf der Seite der heutigen Simeonstraße, als Marktplatz genutzt.

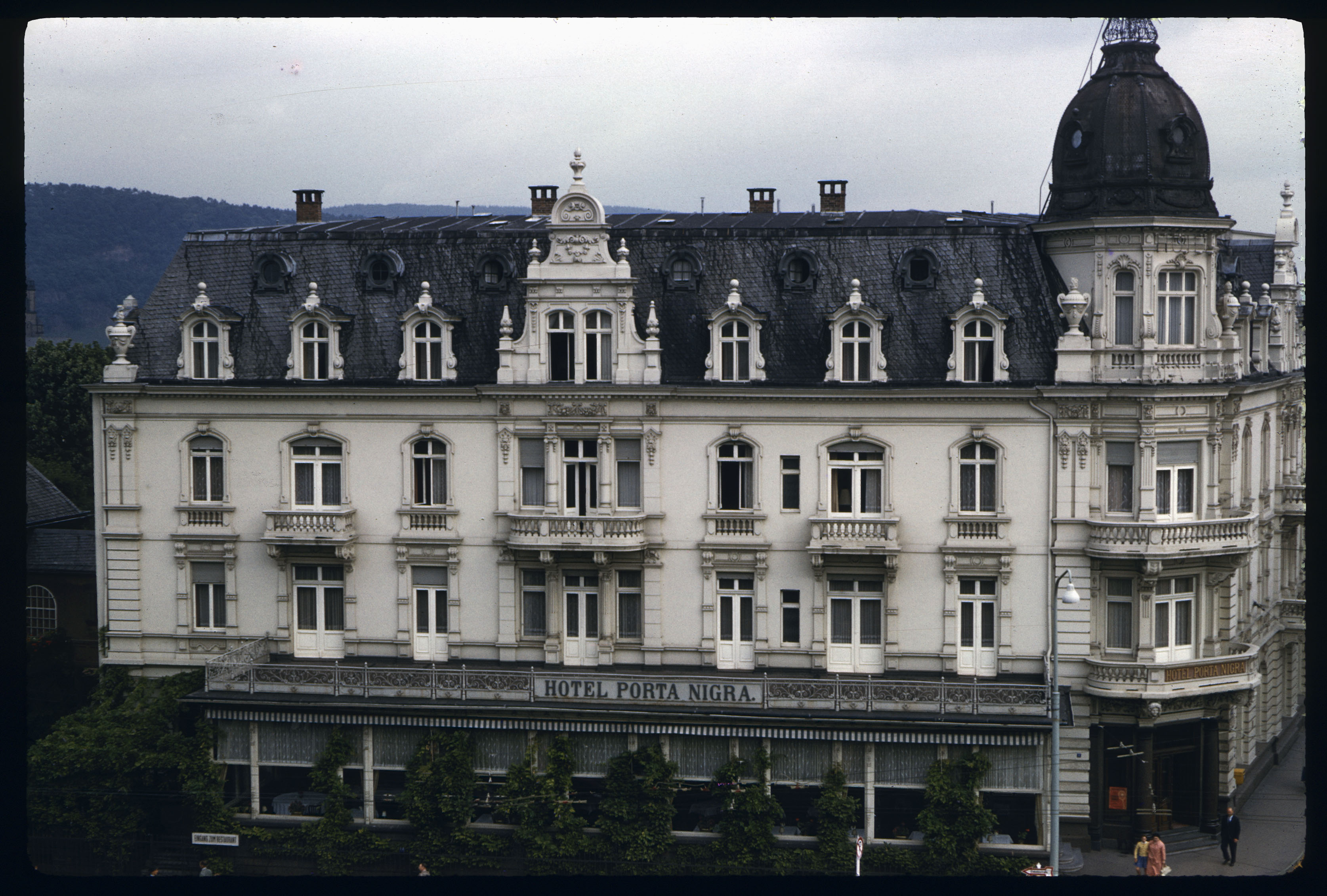
Hotel Porta Nigra im Jahr 1961

Namensgebend ist die Porta Nigra, das berühmte aus römischer Zeit stammende Stadttor. Vor Ort befinden sich jedoch noch weitere Kulturdenkmäler. Außerdem grenzen zum Teil die historischen Fassaden des Simeonstiftmuseums und des Hauses „Zum Christophel“ an den Porta-Nigra-Platz.
Am Porta-Nigra-Platz liegt auch ein Hotel der Kette Mercure. Anstelle des heutigen Betonkomplexes existierte seit 1898 ein im Stil des Historismus errichteter Monumentalbau, der das „Hotel Porta Nigra“ beherbergte. Es zeichnete sich durch seine prunkvollen Säle und „fließend Warmwasser“ in den Badezimmern aus. Als das Gebäude sanierungsbedürftig wurde, kam es 1966/67 zum Abriss. Der an seiner Stelle 1968 eröffnete Neubau gehörte bis 2004 zur Hotelkette Dorint, bevor ihn die Mercure-Kette übernahm.
Das Gebäude beherbergt, außer dem Hotelbetrieb, auch ein Spielcasino, die „Spielbank Trier“. Die Eröffnung fand im April 1988 statt. Anfangs wurde nur das sog. Große Spiel angeboten (am Spieltisch: Roulette und Black Jack). Das Kleine Spiel (am Automaten) war schon ab 1986 in der Spielbank-Niederlassung neben der Europahalle, in der Viehmarktstraße 12, möglich gewesen. Von 1992 bis 1995 und dann wieder seit 2003 zählt es erneut zum Spielbank-Repertoire am Porta-Nigra-Platz. Die Spielbankgründung ermöglicht hatte das im November 1985 verabschiedete rheinland-pfälzische Spielbankgesetz, das die bisherige Beschränkung des Casinobetriebs auf Kur- und Badeorte aufhob. 1988 wurde die Spielbank Trier Gegenstand der Mainzer Spielbankenaffäre. Die Staatsanwaltschaft Koblenz vermutete, dass die Konzessionsvergabe aufgrund persönlicher Verflechtungen sowie als Gegenleistung für finanzielle Zuwendungen an die CDU und marode Landesbetriebe erfolgt gewesen sei. Die Ermittlungen wurden im Januar 1989 ergebnislos eingestellt.
Von 1968 bis 2005 bestand eine Fußgängerunterführung zur Querung des Porta-Nigra-Platzes, welche mittlerweile jedoch für den Fußgängerverkehr geschlossen und durch ebenerdige Fußgängerfurten ersetzt wurde. Die alte Unterführung wurde seit 2007 als Fahrradgarage verwendet. 2022 wurde sie geschlossen und soll im Laufe des Jahres 2024 saniert werden.
Der Platz trug von 1933 bis 1945 den Namen „Adolf-Hitler-Platz“. Hitler war seit 1933 Ehrenbürger von Trier. Seit 1945 wurde die Ehrenbürgerschaft aufgrund von Hitlers Tod und seiner Verbrechen gegen die Menschlichkeit als erloschen angesehen; im Jahr 2010 erfolgte als symbolischer Akt der Entzug der Ehrenbürgerschaft.

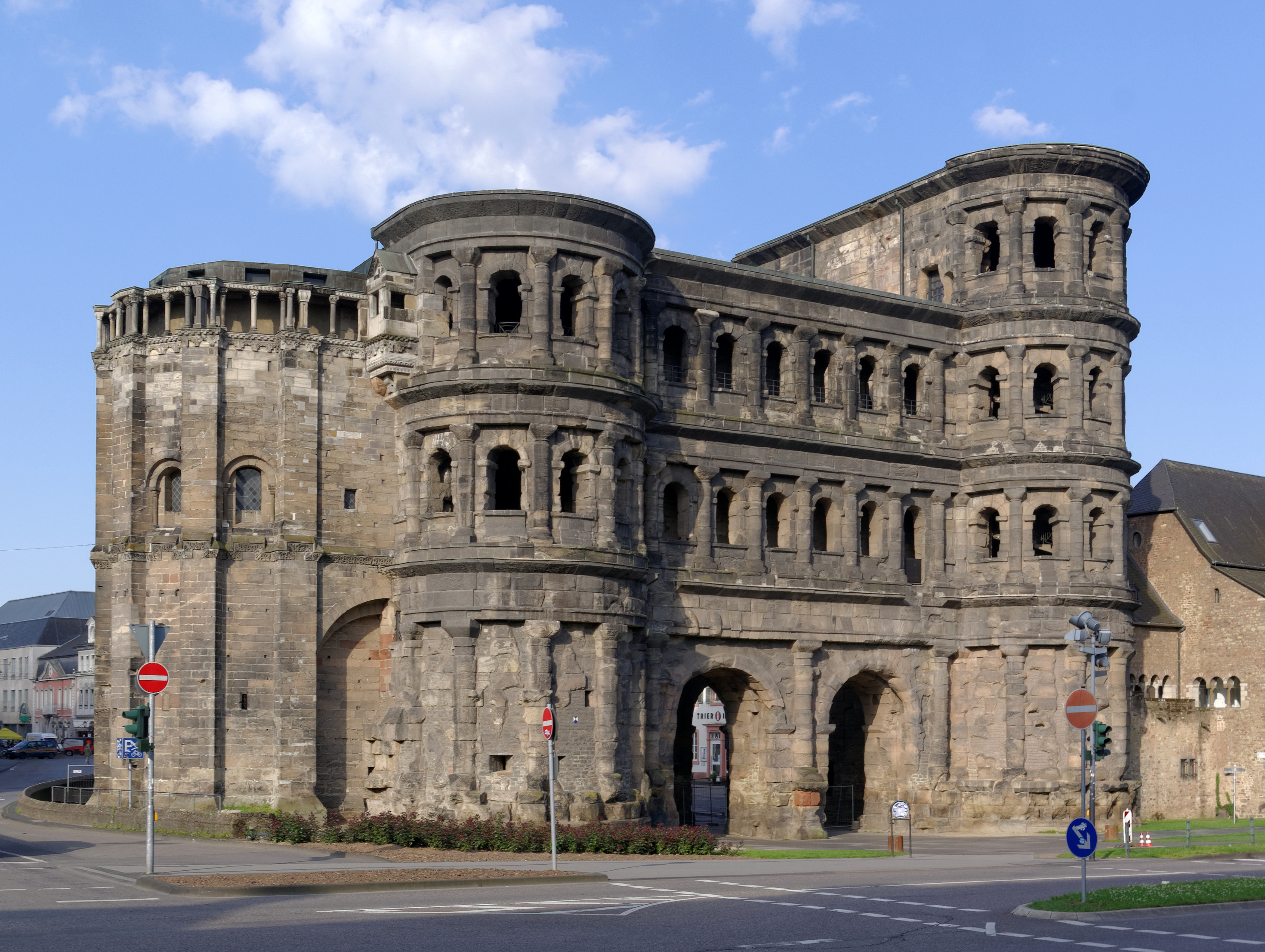
Das namensgebende römische Stadttor
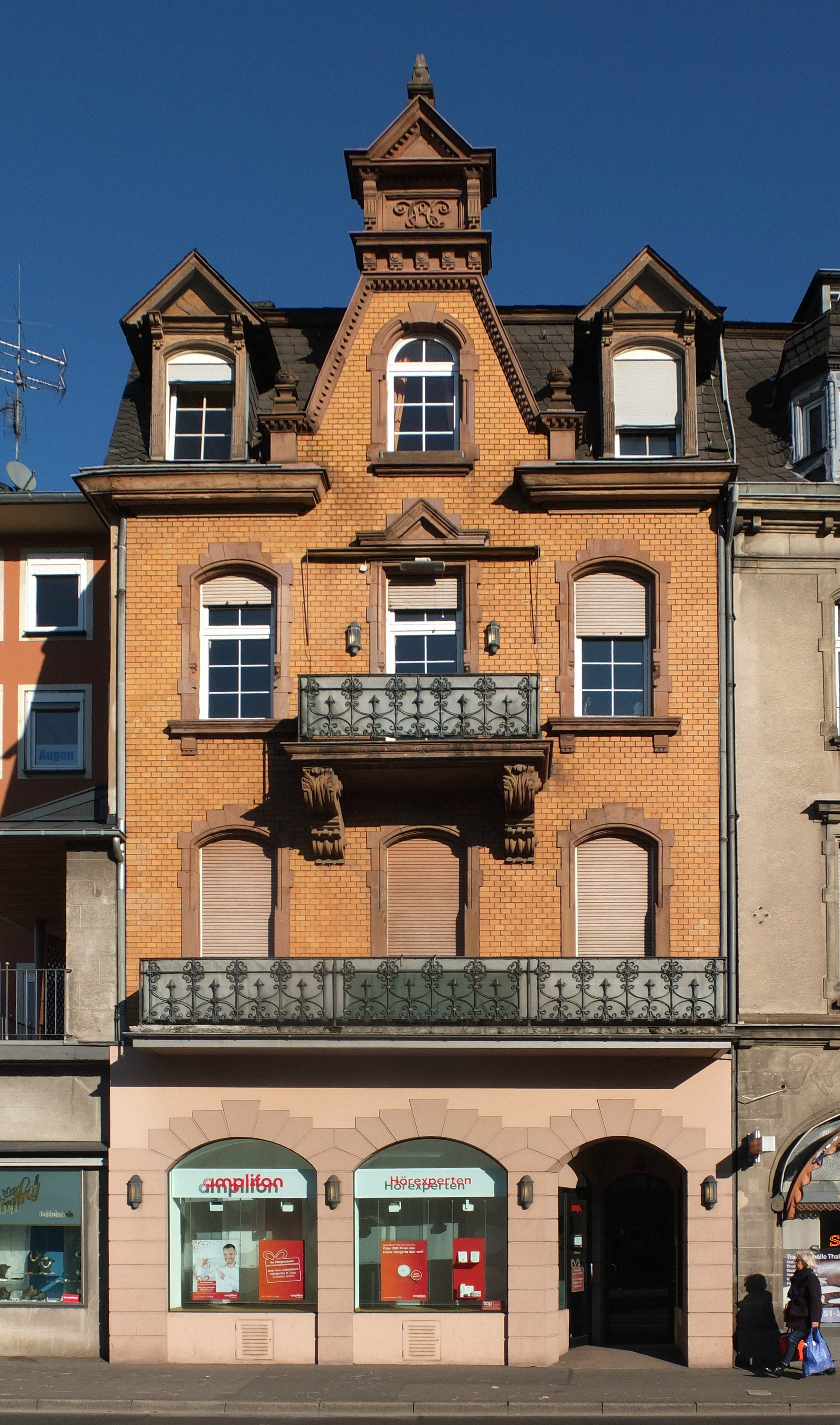
Porta-Nigra-Platz 3
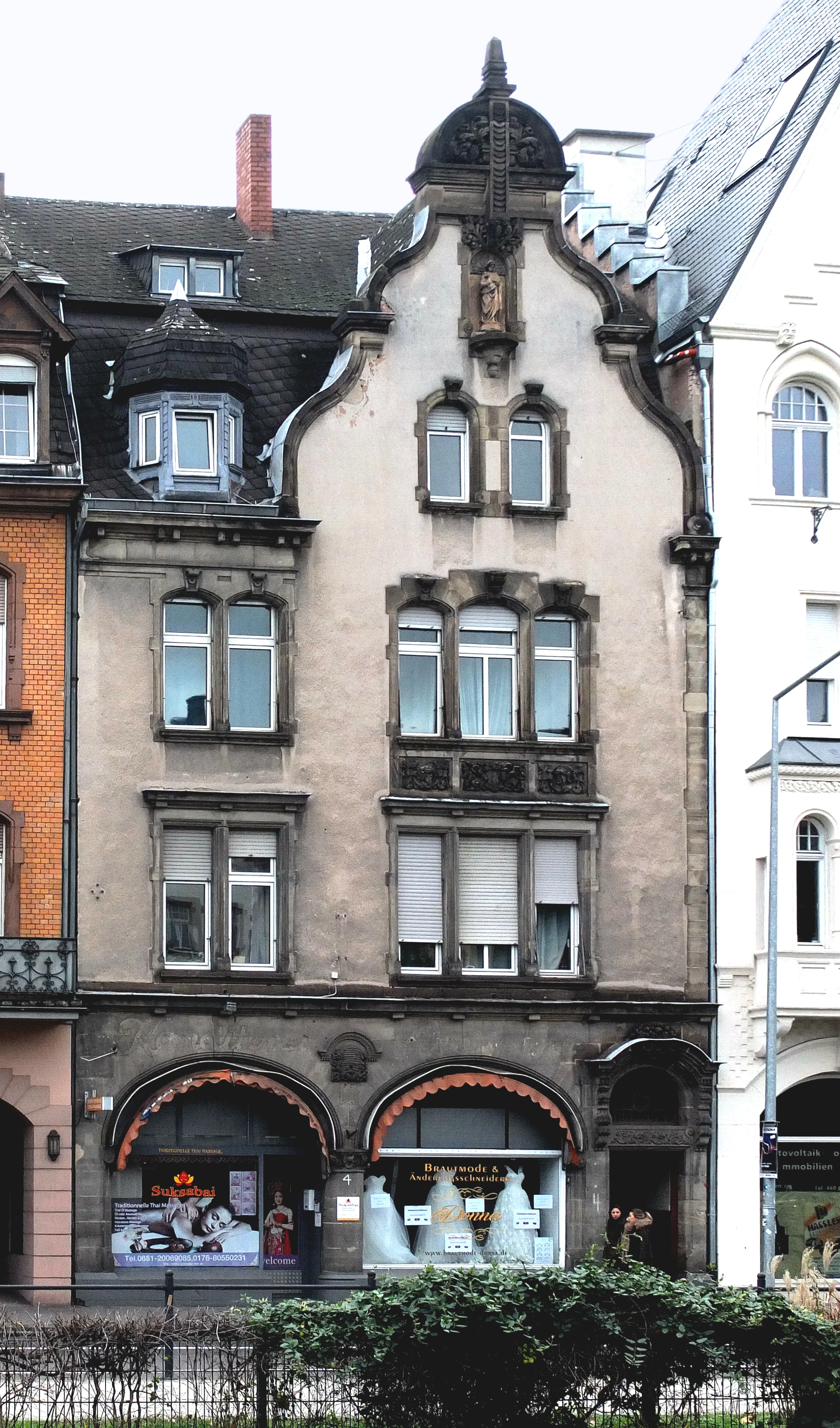
Porta-Nigra-Platz 4
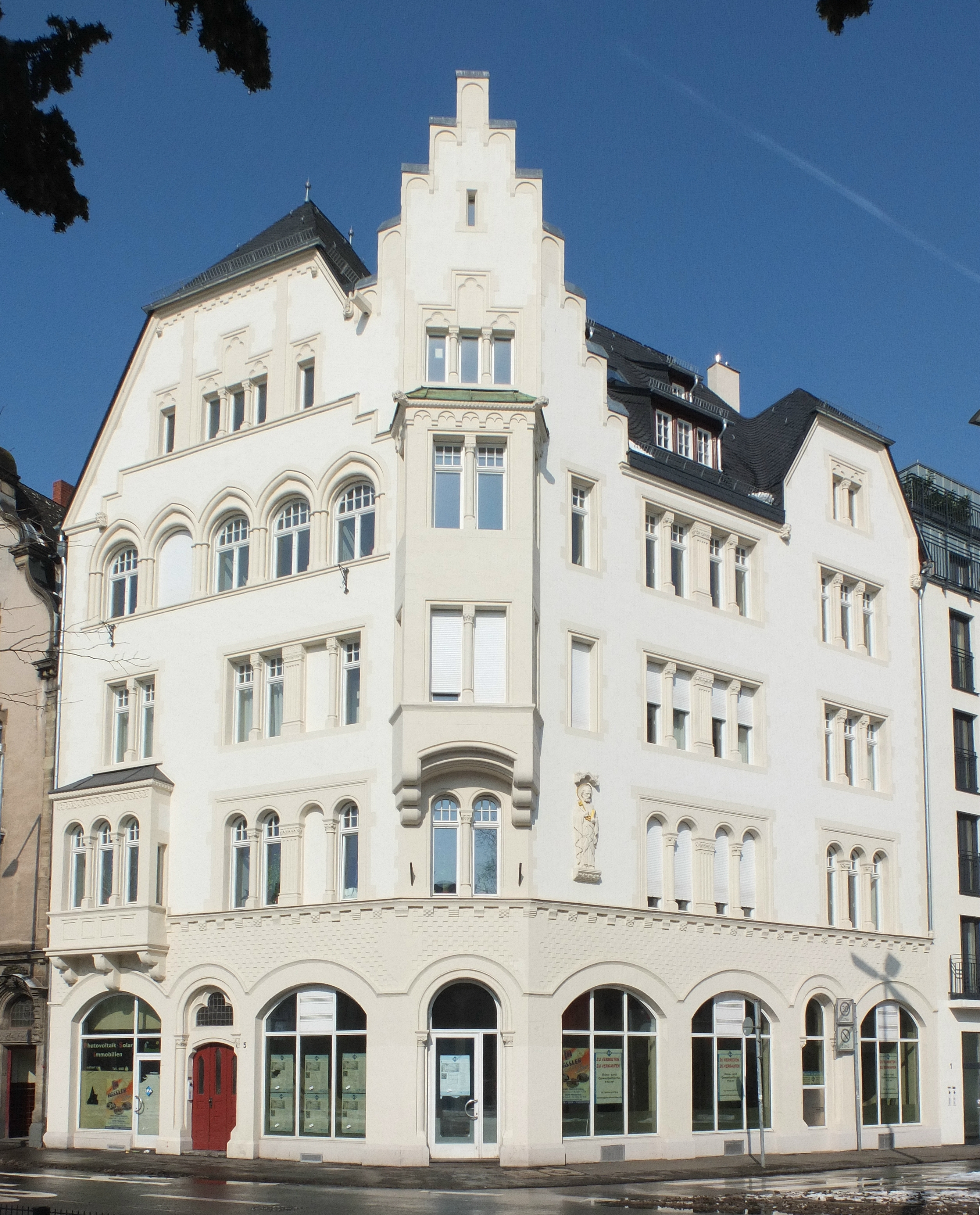
Porta-Nigra-Platz 5
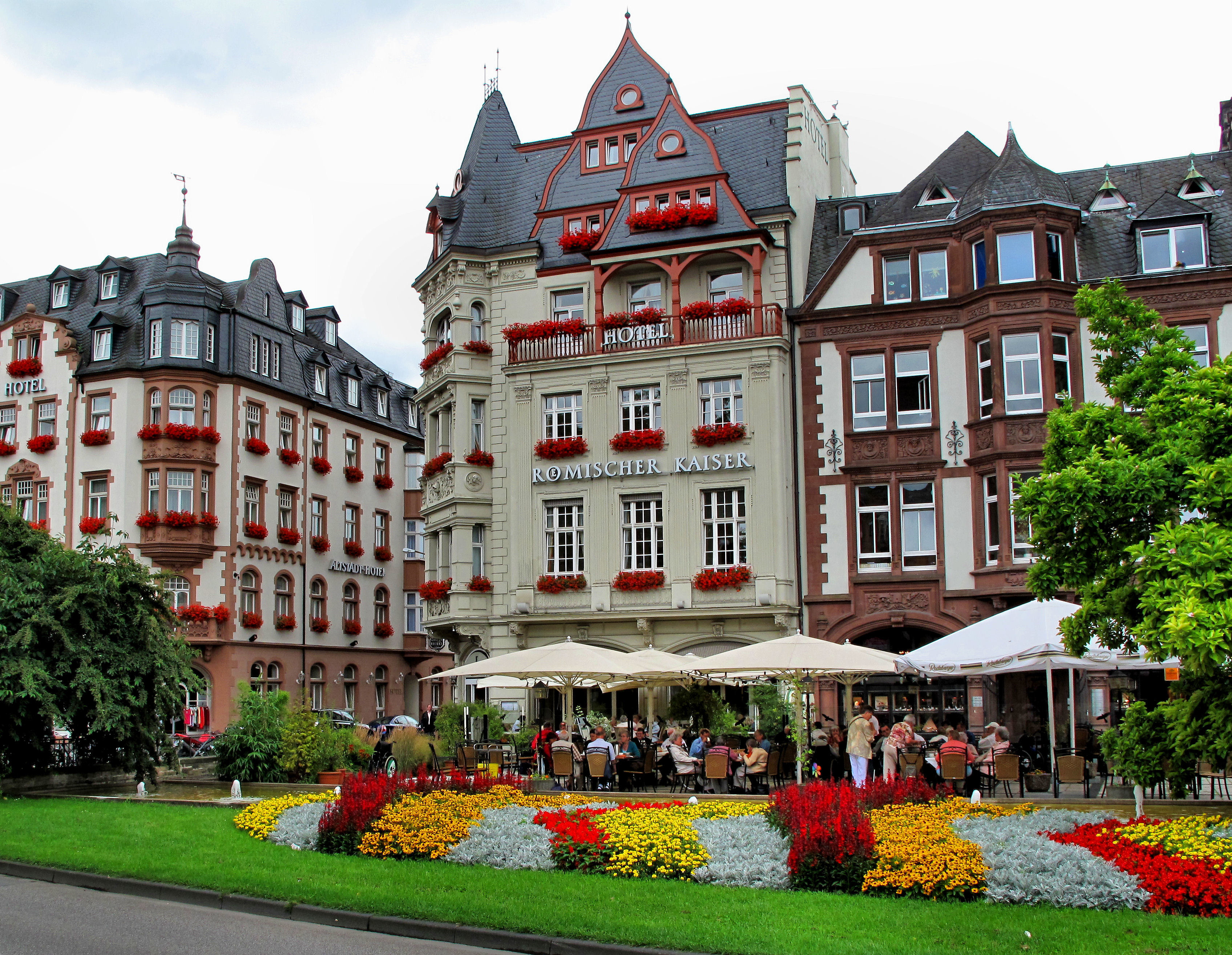
Porta-Nigra-Platz 6
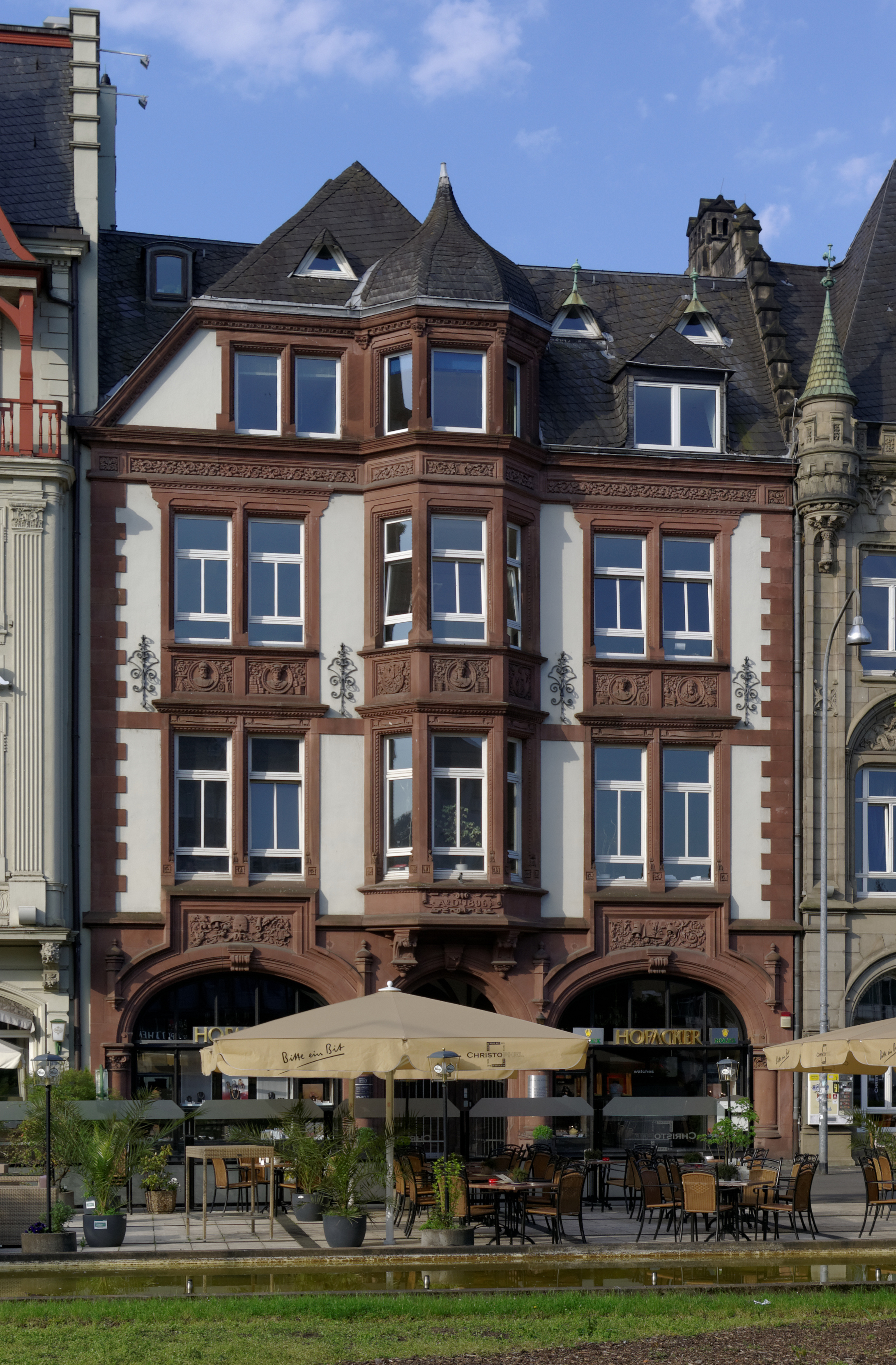
Porta-Nigra-Platz 7